# Pradosia glaziovii
Pradosia glaziovii ist eine ausgestorbene Pflanzenart aus der Familie der Sapotengewächse (Sapotaceae). Sie war im brasilianischen Bundesstaat Rio de Janeiro endemisch. Das Artepitheton ehrt den Botaniker Auguste François Marie Glaziou.

## Merkmale
Pradosia glaziovii war ein Baum von nicht beschriebener Höhe. Die jungen, hellgrauen, gebogenen, mit Lentizellen (Korkporen) bedeckten Zweige waren mit dichtem braunen Haarflaum bedeckt. Die gebündelten Laubblätter waren gegenständig, quirlständig oder spiralig angeordnet. Sie waren 10 bis 18 Zentimeter lang und 5 bis 8 Zentimeter breit. Die Blattform war breit verkehrtlanzettlich bis verkehrt eiförmig. Die Blattspitze war kurz angespitzt, stumpf oder gerundet. Die Blattnervatur war eucamptodrom, das heißt, die sekundären Blattadern endeten nicht am Blattrand, sondern verringerten sich allmählich innerhalb der Ränder. Mit den darüber liegenden Blattadern waren sie zu einer Reihe von Queradern verbunden ohne dabei Randschleifen zu bilden. Die Blütenbüschel bestanden aus drei bis fünf Blüten, die unter den Blättern angeordnet waren. Die behaarten Blütenstiele waren ungefähr 1 mm lang. Die fünf Kelchblätter waren ungefähr 3 mm lang, eiförmig, an der Spitze gerundet, an der Außenseite mit dichtem anliegenden Haarflaum bedeckt und an der Innenseite glatt. Die Blütenkrone war ungefähr 6,5 mm lang und die Blütenröhre maß ungefähr 2,5 mm. Die Staubfäden waren ungefähr 3 mm lang und glatt. Die Staubbeutel waren ungefähr 1,5 mm lang, lanzettlich und glatt. Die behaarten Fruchtknoten waren schmal eiförmig und besaßen fünf Pollenfächer. Der Griffel war ungefähr 2 mm lang und glatt. Der Griffelkopf war einfach. Die eiförmig-länglichen, röhrenförmigen Früchte waren einsamig.

## Status
Pradosia glaziovii ist nur von zwei Sammlungen des französischen Botanikers Auguste François Marie Glaziou aus dem 19. Jahrhundert bekannt geworden. 1998 wurde die Art von der IUCN in die Liste der ausgestorbenen Pflanzenarten aufgenommen.